# Luther Ely Smith
Luther Ely Smith (* 11. Juni 1873 in Downers Grove; † 2. April 1951 in St. Louis) war ein US-amerikanischer Rechtsanwalt und Gründer des Jefferson National Expansion Memorial.

## Leben
Smith besuchte die Williston Northampton School in Easthampton (Massachusetts) und studierte im Amherst College Rechtswissenschaften, wo er Mitschüler des späteren Obersten Richter der USA Harlan Fiske Stone war. Seinen Abschluss am Washington University in St. Louis erhielt er 1897. Als Freiwilliger nahm er am Spanisch-Amerikanischen Krieg teil.
Nach dem Krieg begann er als Rechtsanwalt in St. Louis zu praktizieren und engagierte sich für städtische Belange. 1914 rief er eine maskierte Prozession auf den bewaldeten Hügel Forest Park ins Leben sowie eine Freilufttheater-Gesellschaft. Im Jahr 1916 wurde er zum Vorsitzenden der Stadtplanungskommission – St. Louis war damals die erste Stadt in den USA, die eine derartige Vollzeitstelle schuf. Nach dem Ersten Weltkrieg gründete er das Memorial Plaza, eine Ansammlung verschiedener Bauwerke wie dem Civil Courts Building und dem Kiel Auditorium. 1920 wurde er zur Kommission zur Errichtung des George Rogers Clark National Historical Park berufen. Obwohl es bereits in den 1930er Jahren Bestrebungen gab, dem Präsidenten Thomas Jefferson in Washington, D.C. ein Denkmal zu setzen, welches auch später im Jefferson Memorial umgesetzt wurde, verfolgte Smith die Idee, eine Gedenkstätte an der historischen Wirkungsstätte des Louisiana Purchase in St. Louis zu errichten. Von hier aus begann auch die Lewis-und-Clark-Expedition, welche zur westwärtigen Ausdehnung der Vereinigten Staaten führte. Smith wandte sich mit seiner Idee zunächst an den damaligen Bürgermeister von St. Louis Bernard F. Dickmann. Beide verfolgten die Idee weiter und gründeten im April 1934 die Gesellschaft Jefferson National Expansion Memorial Association. Das Projekt wurde zu einem Teil durch den Bunde und zum anderen durch die Stadt getragen. Der damalige Präsident Franklin D. Roosevelt erließ am 21. Dezember 1935 durch eine Executive Order die Genehmigung zum Bau des Jefferson National Expansion Memorial.
Luther Ely Smith starb 1951 im Alter von 77 Jahren an Herzversagen und ist im Bellefontaine Cemetery beigesetzt.